# Fagbevægelsens Hovedorganisation
Fagbevægelsens Hovedorganisation (FH) är den största fackliga centralorganisationen i Danmark. Ordförande är Morten Skov Christiansen. FH bildades 1 januari 2019 genom ett samgående av Landsorganisationen (LO) och Funktionærernes og Tjenestemændenes Fællesråd (FTF). För danska LO var den negativa medlemsutvecklingen det viktigaste motivet för sammanslagningen. För FTF, som till tre fjärdedelar bestod av offentliganställda, var ett viktigt skäl de ökade möjligheterna till politisk påverkan.